# Добрио Ганчев
Даскал Добрио Ганчев е деец на българското националноосвободително движение.

## Биография
Роден е в Пирдоп, където учителства от 1866 до 1869 г. Включва се в местния революционен комитет, но заподозрян от властите, избягва в Румъния и се включва в работата на БРЦК. През зимата на 1870 – 1871 г. се прехвърля обратно в България и се главява за учител в с.Кунино, Врачанско, където през януари 1873 г. основава революционен комитет. През май 1876 г. организира чета, с която тръгва от Кунино, за да се присъедини към Ботевата чета. Край с. Кален научава, че Ботев е убит и се връща в Кунино. Арестуван е през юни 1876 г., затворен във Враца, а след това във Видинския затвор и Русе, където е освободен. Преминава р.Дунав и отива в Букурещ. През 1877 г. се записва в българското опълчение и взема участие в Руско-турската освободителна война. След Освобождението е един от учредителите и водачите на Либералната партия във Врачанско, кмет на с. Кунино (май 1880 – февруари 1881), развива просветна, обществена и стопанска дейност.